# Bellevue-la-Montagne
Bellevue-la-Montagne település Franciaországban, Haute-Loire megyében. Lakosainak száma 448 fő (2022. január 1.). Bellevue-la-Montagne Céaux-d’Allègre, Chomelix, Félines, Monlet, Saint-Geneys-près-Saint-Paulien, Saint-Pierre-du-Champ és Vorey községekkel határos.

## Népesség
A település népességének változása:
| Lakosok száma | 687  | 521  | 487  | 515  | 437  | 413  | 419  | 445  | 448  | 448  |
|               | 1968 | 1982 | 1990 | 2006 | 2013 | 2015 | 2017 | 2019 | 2020 | 2022 |